# Saint-Aubin-Épinay
Saint-Aubin-Épinay ist eine französische Gemeinde mit 1.016 Einwohnern (Stand: 1. Januar 2022) im Département Seine-Maritime in der Region Normandie. Sie gehört zum Arrondissement Rouen sowie zum Kanton Darnétal. Die Einwohner werden Saint-Aubinais genannt.

## Geographie
Saint-Aubin-Épinay liegt etwa sieben Kilometer ostsüdöstlich von Rouen und wird umgeben von den Nachbargemeinden Saint-Jacques-sur-Darnétal im Norden und Nordosten, Bois-d’Ennebourg im Nordosten, Montmain im Osten, Franqueville-Saint-Pierre im Süden, Le Mesnil-Esnard im Westen und Südwesten sowie Saint-Léger-du-Bourg-Denis im Westen und Nordwesten.

## Geschichte
1823 wurde die Gemeinde aus Saint-Aubin-la-Rivière und Épinay-sur-Aubette gebildet. Während des Ersten Weltkriegs existierte in Saint-Aubin-Épinay auf einem ehemaligen Fabrikgelände ein Lager für deutsche Kriegsgefangene.

## Bevölkerungsentwicklung
| Jahr                      | 1962 | 1968 | 1975 | 1982 | 1990 | 1999 | 2006 | 2013 |
| Einwohner                 | 573  | 573  | 502  | 555  | 917  | 949  | 972  | 1019 |
| Quelle: Cassini und INSEE |      |      |      |      |      |      |      |      |

## Sehenswürdigkeiten
- Kirche Saint-Aubin aus dem 19. Jahrhundert
- Kirche Notre-Dame in Épinay-sur-Aubette aus dem 17. Jahrhundert
- Herrenhaus in Meslay
- Wassermühle

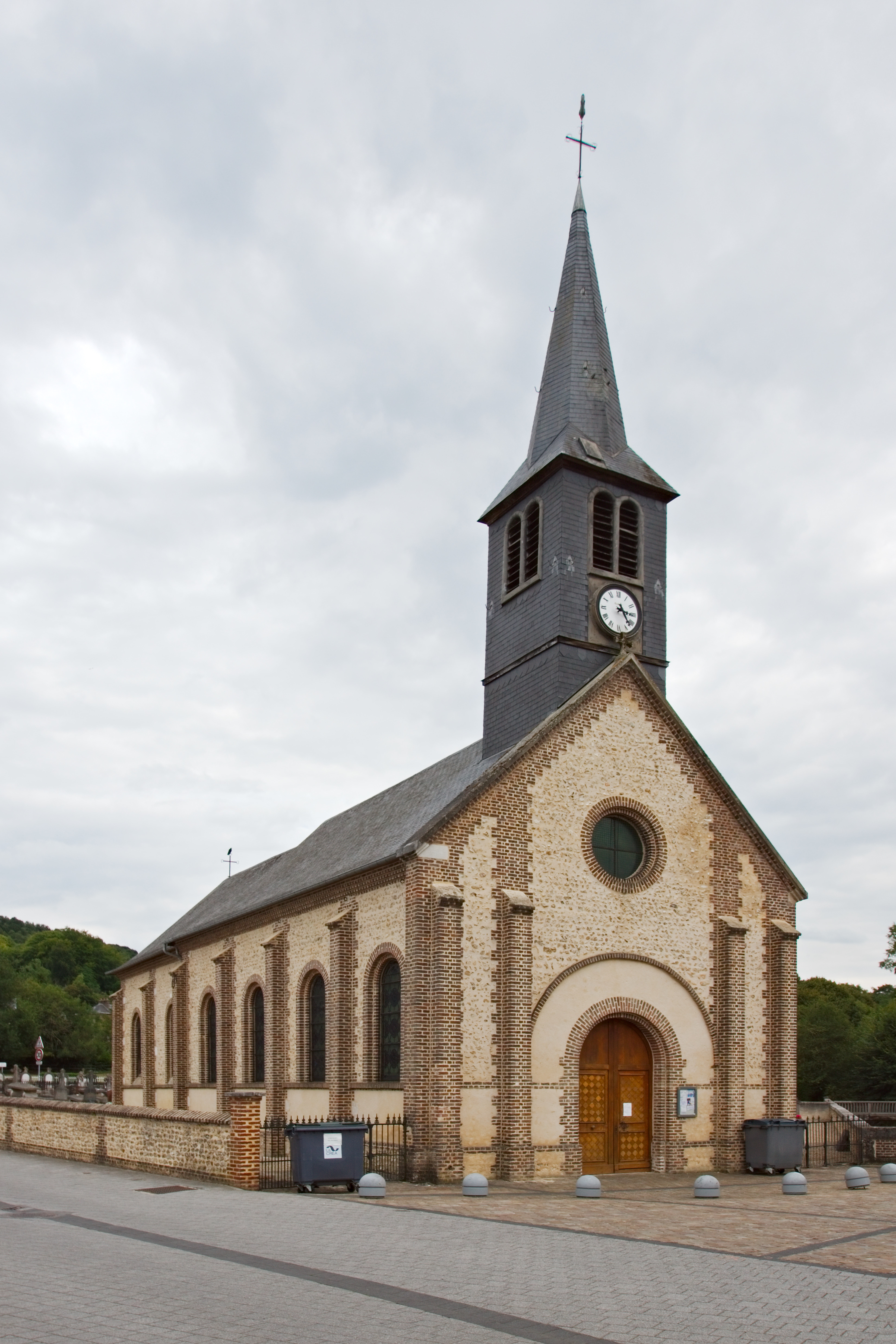
Kirche Saint-Aubin
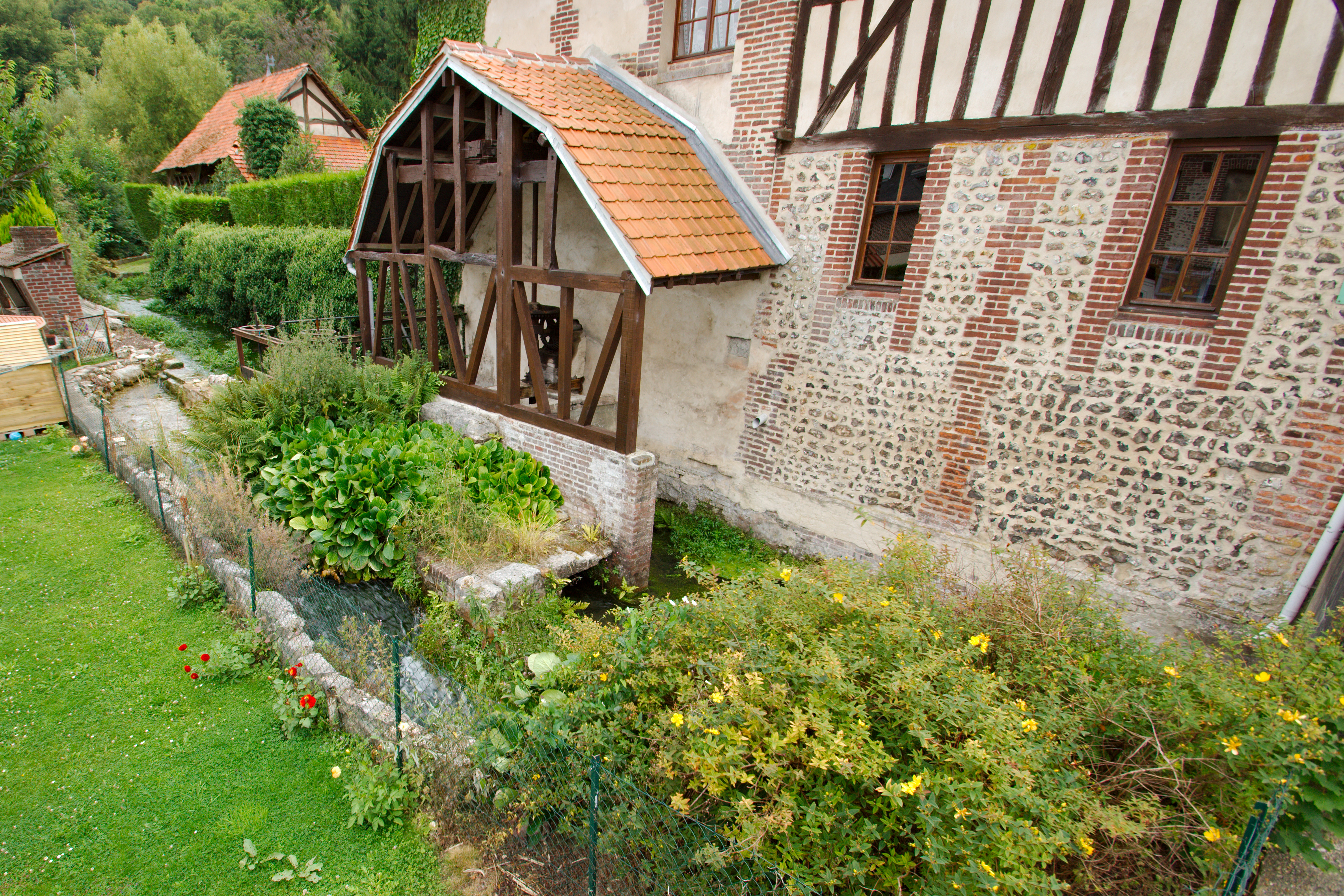
Wassermühle